# Mahabhara
Mahabhara (nepalski: महाभारा) – gaun wikas samiti we wschodniej części Nepalu w strefie Meći w dystrykcie Jhapa. Według nepalskiego spisu powszechnego z 2001 roku liczył on 1496 gospodarstw domowych i 7040 mieszkańców (3681 kobiet i 3359 mężczyzn).